# Nakamachi-dōri (Kyoto)
Pour les articles homonymes, voir Nakamachi.
À ne pas confondre avec Nakamachi-dōri (ja) (中町通), rue et quartier de Kobe, ou avec Nakamachi-dōri (中町通り), rue de Matsumoto (préfecture de Nagano).
Le Nakamachi-dōri (中町通, Nakamachi-dōri) est une voie du centre-ville de Kyoto, dans les arrondissements de Nakagyō et Kamigyō. Elle débute juste au nord de Shimo-kiritōshi et termine à l'Ebisugawa-dōri. 

## Description

### Situation
Le Nakamachi-dōri est une courte rue étroite du nord-est de l'arrondissement de Nakagyō et du sud-est de celui de Kamigyō. Il est situé juste à l'est du fleuve Kamo. Il commence dans les quartiers de Demizu-chō (出水町) et Fukuro-chō (袋町) et termine dans celui de Hokoden-chō (鉾田町). La rue débute à une rue sans nom juste au nord de Shimo-kiritōshi (下切通シ) et termine au à l'Ebisugawa-dōri (夷川通),. Elle suit le Dotemachi-dōri (土手町通) à l'est et précède le Kawaramachi-dōri (en) (河原町通) à l'ouest.
La circulation se fait en sens unique du sud au nord entre Shimo-kiritōshi et Marutamachi, puis du nord au sud entre Marutamachi et Ebisugawa. La rue fait environ 500 mètres de long.

### Voies rencontrées
Liste des voies rencontrées,. Du nord au sud, en sens unique. Les voies rencontrées de la droite sont mentionnées par (d), tandis que celles rencontrées de la gauche, par (g). Seules les rues ayant un nom sont listées.
1. (d) Shimo-kiritōshi (下切通シ)
2. Marutamachi-dōri (丸太町通)[5]
3. Goryōzushi-dōri (御霊図子通)
4. Takeyamachi-dōri (竹屋町通)
5. Ebisugawa-dōri (夷川通)

### Transports en commun
Les bus du réseau d'autobus de Kyoto (ja) ne passent par sur la rue, mais des lignes passent proches de la rue, dû à sa proximité avec Kawaramachi-dōri. Kawaramachi Marutamachi (河原町丸太町, lignes 3, 4, 10, 17, 37, 59, 65, 93, 202, 204 et 205) est l'arrêt le plus proche.
L'arrêt du métro de Kyoto le plus proche est au sud de la rue, Kyōto Shiyakusho-mae (京都市役所前駅), sur la ligne Tōzai.

## Odonymie
Le nom « Nakamachi » (中町), qui signifie « quartier (町) du centre (中) », est attesté depuis au moins 1922, et vraisemblablement vient du fait que la rue a été créée entre Kawaramachi-dōri et les nouvelles digues le long du Kamo,.

## Histoire
À l'époque, le territoire sur lequel se situe la rue faisait partie du lit du fleuve Kamo. En 1590, Toyotomi Hideyoshi entreprend la construction de l'Odoi (ja) (御土居), une muraille de terre autour de la ville pour assurer sa protection et contrôler ses entrées et sorties. Cependant, dans les années 1610, la pertinence du mur du côté de la rivière et le désir d'expansion de la ville force la suppression de ce côté du mur, et la rue apparaît vraisemblablement à ce moment-là, ouverte avec du remblai provenant de l'ancien mur. De 1661 à 1672, le cours du Kamo est stabilisé avec la construction de la « nouvelle Digue du Kanbun » (寛文の新堤).
Peu après l'incendie du Hōei (ja) (宝永の大火), qui a dévasté une importante partie du centre-ville proche du palais impérial et de la rive ouest du fleuve Kamo le 28 avril 1708, il est ordonné d'augmenter la largeur des rues du secteur de Nakamachi-dōri à 2,5 ken (environ 4,55 mètres). Ses voisines Marutamachi-dōri et Kawabata-dōri sont elles aussi élargies et deviennent des voies principales.
La rue apparaît dans les cartes historiques de 1892 dans les mêmes dimensions qu'elle a au XXe siècle, c'est-à-dire de Shimo-kiritōshi à Ebisugawa.

## Patrimoine et lieux d'intérêt
La rue est courte et peu connue. Sur les berges du Kamo se trouve le Bureau du logement de Kyoto, qui utilise l'adresse Nakamachi-Marutamachi erronément,.
Au sud de Shimo-kiritōshi, dans le quartier Tawaraya-chō (俵屋町) se trouve la petite librairie Seikōsha. Parmi d'autres commerces sur la rue se trouvait notamment le restaurant français « Ame de Garçon », avec son drapeau français, ouvert dans une maison de ville traditionnelle,. L'enseigne a déménagé après 2020.